# Polynema helochaeta
Polynema helochaeta är en stekelart som först beskrevs av Debauche 1949.  Polynema helochaeta ingår i släktet Polynema och familjen dvärgsteklar. Inga underarter finns listade i Catalogue of Life.